# 1838 aux échecs
| Années des échecs : 1835 - 1836 - 1837 - 1838 - 1839 - 1840 - 1841    |
| Décennies des échecs : 1800 - 1810 - 1820 - 1830 - 1840 - 1850 - 1860 |

Cet article présente les faits marquants de l'année 1838 aux échecs.

## Divers
- Howard Staunton commence à jouer au Old Westminster Chess Club[1].

## Naissances
- Gustav Neumann
- Szymon Winawer

## Nécrologie
- 25 juin : François Nicolas Benoît Haxo, général français et fort joueur d'échecs à l'aveugle[2].